# Chen Xiexia
Chen Xiexia (chiń. upr. 陈燮霞; chiń. trad. 陳燮霞; pinyin Chén Xièxiá; ur. 8 stycznia 1983 w Panyu, Guangdong) – chińska sztangistka startująca w wadze muszej (do 48 kg), złota medalistka mistrzostw świata.

## Kariera
W 2007 została mistrzynią Azji. W tym samym roku wystartowała na mistrzostwach świata w Chiang Mai, gdzie także zdobyła złoty medal. Z wynikiem 214 kg wyprzedziła na podium dwie reprezentantki Tajlandii: Pramsiri Bunphithak i Pensiri Laosirikul. Na rozgrywanych rok później igrzyskach olimpijskich w Pekinie zdobyła kolejny złoty medal, wyprzedzając Turczynkę Sibel Özkan i Chen Wei-ling z Tajwanu. W styczniu 2017 roku Chen została zdyskwalifikowana za doping i pozbawiona medalu. Był to jej jedyny start olimpijski.